# Hylaeus variegatus
Hylaeus variegatus là một loài ong trong họ Colletidae. Loài này được Fabricius miêu tả khoa học đầu tiên năm 1798.